# Lifestyle Lift
Lifestyle Lift (được cách điệu hóa bằng chữ in hoa trên logo) là một trung tâm phẫu thuật thẩm mỹ khuôn mặt mang tầm quốc gia có trụ sở tại thành phố Troy, bang Michigan, Hoa Kỳ. Tên công ty bằng chữ in hoa toàn bộ chính là tên nhãn hàng đóng mác thương hiệu được dùng để nhắm đến thị phần một loại hình phẫu thuật thẩm mỹ khuôn mặt gọi là lifestyle lift (nâng cao đời sống). Năm 2012, nữ nghệ sĩ Debby Boone trở thành người phát ngôn của công ty trên các phim quảng cáo truyền hình và các thông tin quảng cáo dài nửa tiếng.